# Wyspa Campbella
Wyspa Campbella (ang. Campbell Island, maori: Motu Ihupuku) – największa (112,68 km²) wyspa z subantarktycznej grupy Wysp Campbella, leżących na południe od Nowej Zelandii i do niej należących.
Wyspa jest górzysta, najwyższe wzniesienie (Mount Honey) ma 569 m n.p.m.

## Historia

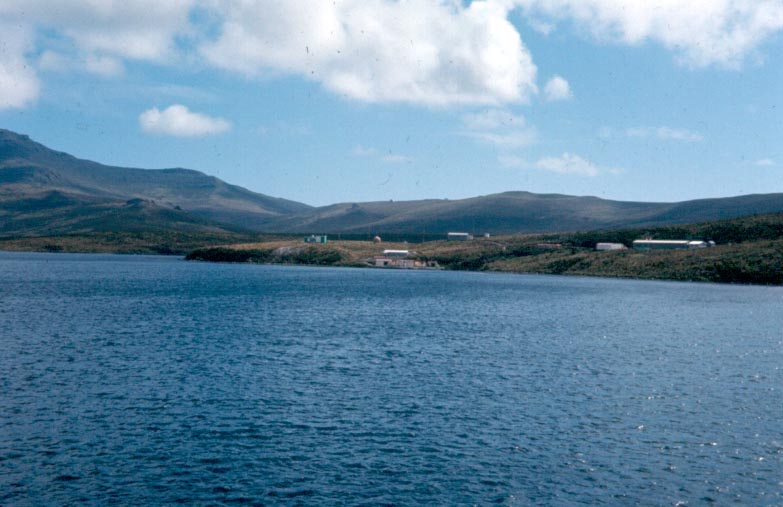
Stacja meteorologiczna na wyspie

Wyspa Campbella jest położona daleko na południe od zamieszkanych wysp Nowej Zelandii i nie była znana Maorysom przed odkryciem przez Europejczyków. Odkrył ją w 1810 r. kapitan Frederick Hasselborough, płynący na brygu Perseverance przeznaczonym do połowu fok, którego właścicielem był armator Campbell & Co z Sydney (stąd nazwa). Archipelag stał się miejscem polowań na foki. Pod koniec XIX wieku na wyspie zaczęto hodować owce; hodowla zakończyła się w 1931 roku wraz z nadejściem wielkiego kryzysu. W 1941 roku, podczas II wojny światowej na wyspie wybudowano niewielką bazę wojskową, która po wojnie stała się stacją meteorologiczną, zamieszkaną do 1995 r. Od tego czasu zastąpiła ją stacja automatyczna.
Obecnie wyspa dostępna jest wyłącznie dla celów badawczych.

## Przyroda
Rodzime populacje ptaków morskich uległy przetrzebieniu przez zawleczone przez człowieka szczury. W roku 2003, po dwuletnim programie odszczurzania cel został osiągnięty. Od tego czasu odradza się na wyspie oryginalna szata roślinna i zaczynają powracać tu ptaki. Na wyspę powrócił endemiczny podgatunek bekasa auklandzkiego (Coenocorypha aucklandica perseverance), który przetrwał na sąsiedniej wyspie Jacquemart, z wyspy Dent sprowadzono też endemiczne cyraneczki południowe (Anas nesiotis), które dawniej występowały na Wyspie Campbella.